# きたまち商店街

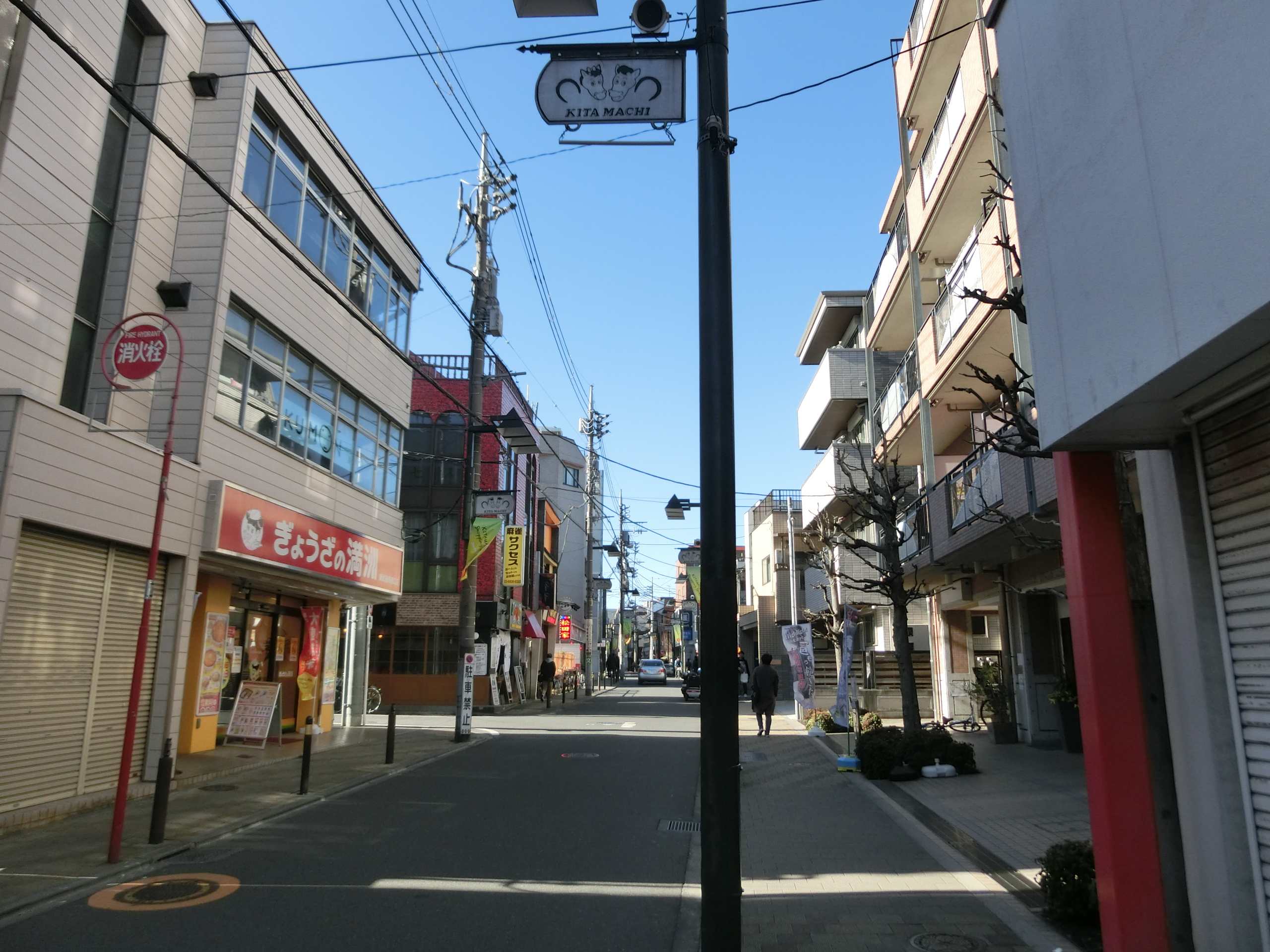
きたまち商店街

きたまち商店街（きたまちしょうてんがい）は、東京都練馬区北町二丁目にある商店街。東武東上線東武練馬駅南口から、旧川越街道沿いに所在する。

## 概要
きたまち商店街は旧川越街道沿い（約600m）に連なる三つの商店街の中央に位置し、東側に北一商店街、西側にニュー北町商店街が隣接している。きたまち商店街振興組合加盟店は、飲食店や生活雑貨店を中心に64店舗（平成25年度）。
中山道の脇街道である川越街道は、かつて江戸城から川越城を結ぶ道として整備され、北町は練馬区唯一の宿場町（下練馬宿）として栄えた歴史を持つ。練馬区指定の有形民俗文化財で区内最大の仏像「北町聖観音座像」や、浅間神社の「下練馬の富士塚」といった史跡、旧跡が多く点在しており、宿場町の歴史と文化を活かした街並みづくりに取り組んでいる。
また、お年寄りにも優しい商店街づくりの一環として、練馬区やNPO法人、一般社団法人と協同で、送迎サービスや商品配達サービスなどの買い物支援事業にも力を入れている。近年は三商店街の連携も深め、「きたまち打ち水大作戦」や「北町逸ピン！」といった共同事業も展開している。

## 歴史
1931年（昭和6年）12月29日に東武練馬駅が開業すると、駅前にも商店が立ち並び、旧川越街道まで買い物客の流れがつながるようになる。
昭和20年代、東武練馬駅前と旧川越街道沿いで営業していた商店により「駅前新生会」と「北町二丁目商店会」が組織され、商店街としての活動がスタート。1969年（昭和44年）10月、二つの会が一本化され、「東武練馬南口商店会」として、街路灯建設や福引き売り出し、地域活動への参加など活発な取り組みを展開。1973年（昭和48年）10月に法人化し、「東武練馬商店街振興組合」となる。
1992年（平成4年）、商店街基盤整備と活性化を目的とした「第一期デザイン化施設整備事業」が完成。1993年（平成5年）2月、「きたまち商店街振興組合」へ改称。

## イベント
きたまち阿波おどり
1993年（平成5年）より、毎年7月の最終土曜日に開催。地元の「じゃじゃ馬連」（きたまち商店街）、「ぽんぽこ連」（ニュー北町商店街）をはじめ杉並区、板橋区、豊島区など区内外から毎年20数連、約1500人が参加。約7万人の見物客が訪れる。平成20年より「きたまち阿波おどり写真コンテスト」も併催されている。
きたまち打ち水大作戦
2005年（平成17年）より毎年7月下旬〜8月上旬、8日間にわたり実施。2年目からニュー北町商店街、3年目から北一商店街も参加。期間中は午前と午後の1日2回、風呂の残り水などを利用した打ち水が行われる。2009年（平成21年）より「環境ぬり絵コンクール」も併催。地域の子どもたちが描いた作品が、打ち水参加店舗の店頭に展示される。

## その他
わくわくカード
各加盟店で発行している入会無料、期限なしのポイントカード。買い物100円につき1ポイント進呈。1ポイント＝1円に換算され、各加盟店で利用できる。毎月1回、600円相当の商品を100ポイントで交換できる「わくわく交換会」も実施されている。
ふれあいシクロ
2012年（平成24年）9月より練馬区の買い物支援事業として、商店街内をフランス製の電動アシスト付3輪自転車タクシー「シクロポリタン」が運行中。運行時間は午前9時〜午後6時。運行エリアは東武練馬駅から約2km圏内。料金は初乗り500m300円、以降100mごとに50円加算。
カーゴサイクル
2012年（平成24年）9月より練馬区の買い物支援事業として実施されている、“手ぶらで帰宅できるサービス”。商店街で購入した商品を、カーゴサイクル（荷台付き電動アシスト付3輪自転車）で自宅まで届けてくれる。料金は1回300円。
北町旧跡研究会
商店街有志により2010年（平成22年）に発足。町内に残る旧跡の再確認や新たな発見を目的とした「北町の宿場再生プロジェクト」。これまでの主な活動内容は、旧東海道品川宿地区へのバス見学会、「下練馬宿 北町史跡めぐり 古老聞き取りマップ」の製作、七夕の民俗風習「ちがや馬飾り」の製作・店頭掲示など。
北町逸ピン！
商店街ならではの名物店の情報を、チラシとサイトに掲載するコンテンツ。店の沿革やこだわりなどを店主の似顔絵とともに紹介する「あの店、この人」、各店一押しの商品やサービスをクローズアップした「北町逸ピン！」で構成されている。